# Nogaiski rajon (Dagestan)
Der Nogaiski rajon (russisch Ногайский район) befindet sich im äußersten Nordwesten der russischen Teilrepublik Dagestan.

## Geografie
Der Rajon grenzt im Norden an die Republik Kalmückien, im Westen an die Region Stawropol, im Süden an Tschetschenien und im Osten an den Tarumowski rajon der Republik Dagestan. Vom Territorium des Nogaiski rajon wird die Stadt Juschno-Suchokumsk umschlossen, die jedoch einen separaten Stadtkreis bildet und nicht zum Rajon gehört. Die Fläche des Rajons beträgt etwa 9000 Quadratkilometer.

## Bevölkerung
Die Hauptbevölkerung des Nogaiski rajon stellen die Nogaier, ein Turkvolk, nach dem der Rajon auch benannt wurde. Sie sind hauptsächlich sunnitische Muslime. Es gibt eine starke Minderheit von Darginern, ebenfalls ein autochthones Volk der Republik Dagestan. Ferner leben wenige Tschetschenen, Russen, Kumyken, Awaren, Laken, Lesgier und Aserbaidschaner im Rajon. Mit einer Bevölkerungsdichte von 2,5 Einwohnern/km² ist der Nogaiski rajon der mit Abstand am dünnsten besiedelte Distrikt Dagestans. 

## Administrative Gliederung
Zum Nogaiski rajon gehören 10 Landgemeinden (сельское поселение, selskoje posselenije). Sofern zu einer Gemeinde mehrere Orte gehören, wird sie in Dagestan Selsowet (селсовет, Dorfsowjet) genannt (der Gemeindesitz ist in diesen Fällen in Klammern vermerkt):
- Selsowet Arslanbekowski: Dörfer Leninaul (Sitz), Kalininaul und Arslanbek
- Selsowet Karagasski: Dörfer Karagas (Sitz) und Borantschi
- Selsowet Karasuwski: Dörfer Karasu (Sitz) und Sulutjube
- Selsowet Koktjubinski: Dörfer Nariman (Sitz), Batyr-Mursa und Schumli-Olik
- Dorf (selo) Kumli
- Dorf (selo) Kunbatar
- Selsowet Ortatjubinski: Dörfer Ortatjube (Sitz) und Ui-Salgan
- Dorf (selo) Terekli-Mekteb
- Dorf (selo) Tscherwlennyje Buruni
- Dorf (selo) Edige